# کرمس ایای
کرمس ایای (به آلمانی: Krems II) یک شهر در آلمان است که در زگه‌برگ واقع شده‌است. کرمس ایای ۴۲۵ نفر جمعیت دارد.